# Pseudohalopeltis
Pseudohalopeltis, monotipski rod crvenih algi iz porodice Fryeellaceae, dio reda Rhodymeniales. Jedina vrsta je alga P. tasmanensis kod Tasmanije s tipskim lokalitetom u morskom rezervatu Governor Island Marine Reserve.